# Batalla de Tolentino
La batalla de Tolentino fue la decisiva batalla de la guerra austro-napolitana, peleada por el rey de Nápoles Joachim Murat para mantenerse en el trono después del Congreso de Viena. Es esta, también considerada la primera batalla de la unificación Italiana, desde el comienzo Murat emitió un llamado de proclamación para los patriotas italianos ayudando a unificar Italia.

## Antecedentes
A finales de abril de 1815, Murat había perdido todos los primeros avances que había logrado al comienzo de la guerra cuando dos cuerpos austriacos que avanzaban bajo el mando de los generales Bianchi y Neipperg forzaron a los napolitanos al sureste a una base en Ancona. Los dos cuerpos austriacos se habían separado a ambos lados de las Montañas de los Apeninos y Murat esperaba derrotar a Bianchi hacia el oeste antes de volverse rápidamente contra Neipperg, que había estado persiguiendo su retirada desde el norte.
Murat planeaba enfrentarse a Bianchi cerca del pueblo de Tolentino. Al enviar una pequeña fuerza al mando del general Michele Carrascosa para retrasar a Neipperg, Murat movió su fuerza principal para encontrarse con Bianchi. El 29 de abril, un pequeño grupo de avanzada de húsares húngaros derrotó a la pequeña guarnición napolitana estacionada en Tolentino. Con la vanguardia austriaca ya establecida en Tolentino, el ejército de Murat acampó al noreste en Macerata. Bianchi se dio cuenta del plan de Murat y decidió retrasar a Murat el mayor tiempo posible. Los austriacos establecieron una línea defensiva basada en la Torre de San Catervo, y más tropas se colocaron en el Castillo de Rancia, la iglesia de Maestà y en San José. Murat tuvo que forzar el asunto y marchar sobre Bianchi. Los dos ejércitos se encontraron el 2 de mayo.

## Batalla
La batalla se abrió al amanecer con un bombardeo de artillería de ambos lados sobre el valle que conducía al norte a Sforzacosta. Aunque los austriacos ya estaban establecidos alrededor de Tolentino, Murat logró tomarlos por sorpresa. En los enfrentamientos iniciales, las tropas napolitanas lograron rodear y capturar al general Bianchi cerca de Sforzacosta, pero un regimiento de húsares húngaros lo liberó casi de inmediato. A media mañana, el ejército napolitano se había concentrado cerca de Pollenza, con feroces combates en la zona. Durante el día, la acción principal ocurrió alrededor del puesto de avanzada austríaco en el Castillo de Rancia, que cambió de manos muchas veces. Al final del primer día, aunque el ejército napolitano tenía la ventaja y había logrado ligeros avances, incluido Monte Milone, los austriacos todavía se encontraban en una excelente posición defensiva.
El segundo día, la niebla retrasó el inicio de la batalla hasta las 7:00 a. m. El día empezó bien para Murat, ya que el ejército napolitano logró tomar el castillo de Rancia y las colinas de Cantagallo. Desde aquí, los napolitanos protagonizaron un nuevo ataque a las posiciones austriacas. Dos divisiones de infantería napolitanas, incluida la División de Guardia de Murat, descendieron de Monte Milone contra el flanco izquierdo de Austria.
Los napolitanos cometieron el error de formar cuadro, esperando un rápido contraataque de caballería, que nunca sucedió. La infantería austriaca lanzó una serie de andanadas, apoyada por un devastador fuego de artillería. El general Mohr también había rechazado un ataque a la derecha austriaca y toda la línea napolitana retrocedió a pollenza. Con el resultado de la batalla aún sin decidir, Murat recibió la noticia de que Neipperg había derrotado a Carascosa en la Batalla de Scapezzano y se acercaba. Para empeorar las cosas, recibió rumores falsos de que una flota británica acababa de descargar un ejército siciliano en el sur de Italia, amenazando su línea de retirada. Sin el conocimiento de Murat, la flota británica navegaba hacia el bloqueo Nápoles y Ancona. Murat hizo sonar la retirada y la lucha terminó.

## Consecuencias
La batalla resultó en una decisiva victoria austriaca. Los napolitanos perdieron más de 4.000 hombres y los austriacos 800. Posteriormente, los napolitanos serían derrotados por la caballería húngara en la Castel di Sangro y los restos del destrozado ejército napolitano serían acabados en la San Germano. Mientras tanto, toda la flota napolitana se rindió a la Marina Real para evitar el bombardeo de la capital napolitana.[cita requerida]
Murat retrocedió a Nápoles, pero con los austriacos acercándose por tierra y los británicos por mar, no tuvo más remedio que huir a Córcega, disfrazado de marinero danés. La batalla resultó decisiva; el 20 de mayo de 1815, Austria y Nápoles concluyeron el Tratado de Casalanza, restaurando Fernando IV (Fernando I de las Dos Sicilias) al trono.
En la batalla, peleada en dos días, los ejércitos napolitanos, lejos de sus bases, fueron derrotados por los ejércitos austriacos. Murat fue obligado a regresar a Nápoles, pero en seguida abdicó.